# Алі Ахмад Джалалі
Алі Ахмад Джалалі (дарі علی احمد جلالی, (1940 , Кабул )) — афганський політик, дипломат і вчений. Займав посаду міністра внутрішніх справ Афганістану з січня 2003 року по вересень 2005 року. Посол Афганістану в Німеччині (5 січня 2017 — 31 жовтня 2018).
Був заслуженим професором Центру стратегічних досліджень Близького Сходу і Південної Азії (NESA) при Національному університеті оборони у Вашингтоні, округ Колумбія.

## Біографія

### Раннє життя та освіта
Алі Ахмад Джалалі народився в Кабулі в 1940 або 1944 році, в родині професора Дж. Джелані Джалалі. За національністю пуштун. Батько Алі Ахмада був залучений в політику і ЗМІ більшу частину свого життя, більше 20 років він працював в «Голосі Америки», в Афганістані, Південній і Центральній Азії, а також на Близькому Сході. В цьому ЗМІ він обіймав посади директора проекту афганської радіомережі та керівника служб дарі і пушту.

### Військова і політична кар'єра
Джалалі — полковник у відставці Афганської національної армії і головний військовий планувальник афганського опору після радянського вторгнення в Афганістан. Навчався в вищих командно-штабних коледжах в Афганістані, США, Великій Британії та Росії, також виступав в якості лектора.
На посту міністра внутрішніх справ пост-талібського Афганістану Джалалі сформував навчені сили з 50 000 співробітників Афганської національної поліції (АНП) і 12 000 прикордонників для ефективної боротьби з наркотиками, тероризмом, а також для проведення кримінальних розслідувань з метою боротьби з організованою злочинністю і незаконним перетинанням Межі. Успішно керував загальнонаціональними операціями щодо захисту конституційного великого зібрання (Лойя-Джирга) в 2003 році, загальнонаціональною кампанією по реєстрації виборців і президентськими виборами 2004 року, а також парламентськими виборами в 2005 році.
До вступу на посаду міністра внутрішніх справ, Джалалі займав керівні посади в сфері мовлення в «Голосі Америки» в Вашингтоні, з 1982 по 2003 рік. У ці роки він керував передачами на пушту, дарі та перській мовами в Афганістані, Ірані і Середній Азії. Як журналіст, він висвітлював війну в Афганістані (з 1982 по 1993 рік) і пострадянську Середню Азію (з 1993 по 2000 рік).
Під час служби в армії Афганістану в 1961—1981 роках Джалалі займав командні, штабні та освітні посади. Військову кар'єру закінчив у званні полковника.
З 1987 року Джалалі є громадянином США і проживає в штаті Меріленд. У січні 2003 року залишив свою роботу телеведучого в «Голосі Америки», ставши міністром внутрішніх справ Афганістану. На цій посаді Джалалі замінив Тадж Мохаммада Вардака в січні 2003 року.
У січні 2009 року в статті Ахмада Маджідьяра з Американського інституту підприємництва, Джалалі був включений в список можливих кандидатів на президентських виборах в Афганістані. Однак, відповідно до глави третьої статті шістьдесят другої Конституції Афганістану, бути президентом Афганістану повинен громадянин Афганістану. Оскільки Афганістан не підписував жодних угод про подвійне громадянство, Джалалі було необхідно відмовитися від громадянства США і отримати афганське громадянство, перш ніж претендувати на посаду. Джалалі не відмовився від громадянства США і не був внесений до виборчого бюлетеня в серпні 2009 року.
Згідно з деякими джерелами, 15 серпня 2021 року на тлі краху підтримуваного США афганського уряду, Джалалі став лідером тимчасового афганського уряду, контрольованого талібами, однак пізніше він відкинув цю інформацію, назвавши її «фейковими новинами».